# 冒险王卫斯理
《冒險王衛斯理》（英語：The Great Adventurer Wesley），2018年中國大陸和香港合拍的科幻片。本劇改編自香港科幻作家倪匡的科幻小說《衛斯理系列》，《冒險王衛斯理》系列共分為三季《支離人》、《藍血人》、《無名髮》，由余文樂、胡然領銜主演，並由任達華、林家棟、文詠珊、黃浩然、楊蓉、倉田保昭、伍允龍、何浩文、文凱玲、徐冬冬、葉項明、張秀文、苑瓊丹、方敏婷聯合主演，愛奇藝於2018年4月9日首播。

## 演員列表

### 主要演員
| 演員                    | 角色   | 介紹 |
| 余文樂                  | 衛斯理 | 冒險家 國際刑警巴黎總部特別顧問 衞斯理團隊隊長 衛博士、Monica之子 白雲龍之助手及女婿，揭穿其真面目後反目 彩虹之表哥，被其單戀 彩雲之表哥 白素之男友，後為其夫 白奇偉之妹夫 羅約翰之好友 朱小寶之好友 朱小寶之父親之徒弟 在父母死後由其師母朱媽媽照顧及帶大 童穎兒之朋友，並被其暗戀 胡明之好友 與方天涯有感情線 鄧石及羅剎之天敵，後和好 曾被羅剎催眠白素及命令將其開槍殺死，但最後被胡明等人成功令其復活 其身體內藏有「藍血寶典」，最後被無名從他體內拿出 被無名敵視，並被其陷害 |
| 胡然 粵語配音：王慧珠   | 白素   | 國際刑警 白奇偉之妹妹 白雲龍之女兒 衛斯理之女友，後為其妻 彩虹及方天涯的情敵 曾在被羅剎催眠下槍殺衛斯理 因被牛頭人冷凍後昏迷不醒，在方天涯之協助下將其變成藍血再造人後甦醒 曾因方天涯在衛斯理體內植入「藍血寶典」而與衛斯理之間出現一度隔膜，最終在被無名弄致沉睡間認清自己內心想法後與其消除隔膜 |
| 伍允龍                  | 羅約翰 | 約翰、羅醫生、半中半英（舒頌專用） 醫生，武術專家 衛斯理之好友 雲萱之前男友 舒頌之男友 無名之男友 白素，朱小寶及彩雲之朋友 最後因使用外星使者的武器與無名同歸於盡，後被無名使用最後的能量才救回性命，但仍然導致雙腳癱瘓需使用輪椅代步 |
| 張秀文                  | 彩虹   | 理工專才 衞斯理團隊成員 衛斯理之表妹，單戀衛斯理 白素之情敵 暗戀白奇偉 朱小寶之拍檔，並被其暗戀 於第二季第1集前往外國進修 於第三季末返回參加衛斯理與白素之婚禮 |
| 甄琪                    | 彩雲   | 理工專才 衞斯理團隊成員 朱小寶之拍檔，與其有感情線，最後與其訂婚 彩虹之妹妹 衛斯理之表妹 略懂武功，身手比其姐好 於第二季第1集起頂替其姐與朱小寶合作 |
| 葉相明 粵語配音：簡懷甄 | 朱小寶 | 小寶 電腦專才 衛斯理團隊成員 衛斯理師父的兒子 衛斯理之好友 郭胖子的繼子 暗戀彩虹 與彩雲有感情線，最後與其訂婚 出生於武術世家，懂中國武術，身手不錯，絕招為獅吼功 |
| 苑瓊丹                  | 朱媽媽 | 小花花（郭胖子專用） 衛斯理之師母，在其父母過世後一直照顧其 朱小寶之母，並很緊張其 被郭胖子喜歡和追求，後為其妻 |
| 楊大鵬                  | 郭胖子 | 郭Sir 、郭叔叔 國際刑警，總探長 衛斯理之好友，其將他當成自己半個兒子 喜歡朱媽媽並追求其，後為其夫 朱小寶之繼父，並視其為親子 在追捕火哥時，被假扮衛斯理的無名槍殺 |

### 單元：支離人
| 演員   | 角色   | 介紹 |
| 任達華 | 白雲龍 | 白老大 國際刑警元老級領導，實為黑警 白素之父，後因被對方發現其為黑警而反目 白奇偉之父，后与其勾结，实为利用其 鄧石之前兄弟，已反目 曾視衛斯理為得力助手，後因被對話發現其為黑警並間接害死其父母而反目 表面為人正直，但內心邪惡 企圖在外星人身上取得來自外星之高科技後控制世界 曾因與黑幫交易時中飽私囊而令妻子被黑幫殺死 為了達到目的狠心利用兒子白奇偉做擋箭牌令其遭眾警射死 索隐计划負責人，曾委派衛斯理的父母到古墓查出博雷特法老王之祕密，而間接令二人遇害身亡 因白素及鄧石將其罪行供出而被警方通緝 欲與牛頭人合作不果，最後更被牛頭人擊殺引致消失 |
| 林家棟 | 鄧石   | Rock Tang 支離人 多年前被另一名支離人（已去世）誘騙進入古墓後意外變成支離人 白雲龍之前兄弟，多年前已反目 羅剎之男友 衛斯理之天敵，後和好 告知白奇偉與白素其父白雲龍真正身份為黑警 一直希望找到能令自己變回正常人之方法而多次再進入古墓 在羅剎死後，其向國際刑警交出有關白雲龍與黑幫勾結之罪證，並與衛斯理前往古墓捉拿白雲龍 最後幫衛斯理對付牛頭人而犧牲 |
| 何浩文 | 白奇偉 | 國際刑警 白雲龍之子，后与其勾结，实为被其利用 白素之兄 彩虹之暗戀對象 被白雲龍利用作非法勾當 最終在其與白雲龍被國際刑警追捕時被其父當做擋箭牌而遭眾警射死 |
| 文凱玲 | 羅剎   | 黑天使頭目 收到命令帶走支離人 鄧石之女友 衛斯理之天敵，後和好 曾催眠白素及命令其開槍殺死衛斯理 曾催眠白素令其自殺但因衛斯理復活後及時阻止而失敗 最後為救鄧石而遭白雲龍開槍爆頭而亡 |
| 唐紫睿 | 火舞   | 黑天使成員，因不滿羅剎只顧鄧石而不理同伴生死而背叛組織 羅剎之同伴，後反目，並偷走博雷特法老王頭 刺刀黨首領Billy之女友 間接令白素恢復記憶 最後被衛斯理所設計的炸彈炸死 |
| 鍾采羲 | 砒霜   | 黑天使成員 羅剎之同伴 在古墓內誤中陷阱而被蠍子毒死 |
| 韓昕怡 | 狼女   | 黑天使成員 羅剎之同伴 後在胡明之工作室內被警方拘捕 |
| 王馨瑤 | 心碎   | 黑天使成員 羅剎之同伴 後在胡明之工作室內被警方拘捕 |
| 王春元 | 胡明   | 考古學家，埃及古物收藏家 衛斯理朋友 懂翻譯古墓內的文字，因此而發現令衛斯理復活之方法，並與朱小寶、彩虹及童穎兒合作成功令其復活 博雷特法老王頭之原本擁有者 |
| 邱璐璠 | 童穎兒 | 埃及文物專家 衛斯理朋友，並暗戀其 與朱小寶，彩虹，胡明合作，成功令被白素開槍殺死的衛斯理復活 |
| 吳啟華 | 衛博士 | 考古學家 衛斯理之父，已去世 當年為協助白雲龍查出古墓中的秘密而在古墓中間接被怪物捉走及消失 |
| 陳法蓉 | Monica | 衛博士之妻 衞斯理之母，已去世 當年為協助白雲龍查出古墓中的秘密而在古墓中被怪物捉走及消失 |
| 王晶   | 大口怪 | 大口 外星人 有預知能力，及能變成人類之樣貌 後被國際刑警研究所抓捕研究，並囚禁於國際刑警之外星人監獄中 （客串第1集） |

### 單元：藍血人
| 演員                    | 角色   | 介紹 |
| 文詠珊                  | 方天涯 | 藍血人 来自藍血星球，逃避伊毒间的追殺而與洛卡來到地球但燃料耗盡而與洛卡失散 與洛卡是百年前的戀人，並一直在尋找對方 與衛斯理有暧昧關係 「藍血寶典」之擁有人，將「藍血寶典」藏在衛斯理之身體內 用其骨髓改造白素，而成功救活她，並令其能長生不老 用超能力救回被洛卡強迫報食血管炸彈而受重傷之衛斯理 於第12集感染伊毒間的病毒 最後因中伊毒間的病毒太深而與洛卡一起同歸於盡 |
| 徐冬冬 粵語配音：周奕勤 | 雲萱   | 羅約翰之前女友 山齊士之未婚妻 與方天涯是敵對關係 假裝協助羅約翰及衛斯理，實為利用他們 與洛卡發生關係並其利用 與魔娘有合作關係 最後被魔娘射殺，臨終前向羅約翰懺悔並覺悟 |
| 黃浩然                  | 洛卡   | 藍血人 美娜之丈夫，實為利用她，後離婚 與方天涯是百年前的戀人 已感染伊毒間的病毒而變得殘暴 與衛斯理是敵對關係 被方天涯用制造的时光機回到古代拯救他 與雲萱有着暧昧合作關係 與山齊士和白素有合作關係，後反目 因復仇利用炸彈威脅美娜及山齊士奪取其公司的流動資金，成功後仍然引爆炸彈將其兩人炸死 最後方天涯與其同歸於盡                                                    |
| 喬寶寶                  | 山齊士 | 首富 曾被方天涯用藍血救活，承诺會回饋社會，但卻背信棄義 雲萱之未婚夫 利用方天涯，後反目 與洛卡是合作伙伴，後反目 被洛卡陷害飲下血管炸彈而癱瘓 告知美娜其被洛卡為搶奪山齊士集團的管理權而加害及企圖殺死其 最後被洛卡炸死 |
| 梁敏儀                  | 魔娘   | 黑天使首領（現任） 羅剎之师妹 於第12集槍殺雲萱後先被彩雲射傷，後被朱小寶勒暈 |
| 维妮                    | 美娜   | 山齊士之女 洛卡之妻，並被其利用 因得父親通知而得悉洛卡為爭奪爭山齊士集團總裁位置曾加害其父後，與其反目及離婚 成功爭奪山齊士集團總裁位置 最後被洛卡炸死 |
| 姬曉飛                  | 将军   | |

### 單元：無名髮
| 演員         | 角色       | 介紹 |
| 楊蓉         | 無名       | 外星人 17876號天使，實為一度電波，可以尋找宿主以借人類的身體存活 於其初來地球以舒頌的姑婆為宿主，因此其跟舒頌樣貌相同 藤原龍太之初戀情人(70年前) 火哥之情人(30年前) 羅約翰之女友 敵視衛斯理 殺死郭胖子 其原為被派遣到地球監視一班為贖罪而被送到地球的罪犯之天使，後因她愛上地球人及吸取人類之能量而變成罪犯，更被無名星的使者通緝及追捕 因貪戀地球人之愛情而拒絕回到自己的星球 因其能量耗盡，於是開始靠吸取人類大腦的能量維生 擁有控制人心智和蠶食人類思想，及能變幻出不同面孔的超能力 間接害死藤原龍太及火哥 利用外星使者製作之武器反將他們制服，并且吸收了二人的能量 為能擺脫得不到永恆的愛之宿命而不擇手段搶奪「藍血寶典」，最終在其被消滅前醒覺及明白何為真正的愛情 最後被羅約翰使用外星使者的武器與其同歸於盡，在其消失前用其最後之能量來救回羅約翰之性命 |
| 楊蓉         | 舒頌       | 羅約翰之初戀情人 稱他為半中半英 患有先天性心漏症 已去世 其姑婆為無名初來地球時尋得的宿主 因此其跟無名樣貌相同 |
| 孫子航(年青) | 藤原龍太   | 日本黑帮组织头目 前軍人 無名之男友(70年前) 為救出無辜的村民而間接害死其長官 其將無名乔装打扮成士兵留在自己身邊，但遭其新任长官发现並企圖侵犯無名，為保護無名而將其新任長官殺死並帶同無名逃離軍隊 因曾殺死其企圖侵犯無名之新任長官而犯法，後被迫成為黑幫 利用羅約翰尋找無名 在無名再次出現後得知其實為外星人 最後被國際刑警久島用槍擊斃 |
| 倉田保昭     | 藤原龍太   | 日本黑帮组织头目 前軍人 無名之男友(70年前) 為救出無辜的村民而間接害死其長官 其將無名乔装打扮成士兵留在自己身邊，但遭其新任长官发现並企圖侵犯無名，為保護無名而將其新任長官殺死並帶同無名逃離軍隊 因曾殺死其企圖侵犯無名之新任長官而犯法，後被迫成為黑幫 利用羅約翰尋找無名 在無名再次出現後得知其實為外星人 最後被國際刑警久島用槍擊斃 |
| 林偉         | 霍大成     | 火水哥 黑帮成員→黑幫老大 無名之男友(30年前) 當年其因被仇家斬殺而受重傷，後得無名出手相助脫險 劫持郭胖子及朱媽媽要脅衛斯理交出「蓝血宝典」 與雪女合作将彩云绑架 為救出被外星使者捉拿的無名而犧牲自己之性命 |
| 方敏婷       | 雪女       | 黑天使之新月組殺手頭目 與其手下在突襲羅約翰期間遭無名控制各人之心智，而令新月组内讧斗争 為奪取「蓝血宝典」，而與火哥合作绑架彩雲，後将其变成人体毒液炸弹，更令為救彩雲的朱小宝也不幸中毒 最後其及其手下被國際刑警拘捕 |
| 和泉素行     | 久島       | 國際刑警 負責調查在日本發生之多宗因無名引起之神秘凶杀案 因誤會籐原龍太企圖用槍殺死羅約翰而將其擊斃 |
| 何華超       | 司令官     | |
|              | 胖外星使者 | 為捉拿無名來到地球 用研制的超强磁力缸成功將無名捕获 特別破例用超能力醫好中毒的彩雲及朱小寶 用其留下的黑洞射线球將無名消滅 最終被無名反利用其製作之武器制服，并且被對方吸收了自己的能量而亡 |
|              | 瘦外星使者 | 為捉拿無名來到地球 用研制的超强磁力缸成功將無名捕获 特別破例用超能力醫好中毒的彩雲及朱小寶 用其留下的黑洞射线球將無名消滅 最終被無名反利用其製作之武器制服，并且被對方吸收了自己的能量而亡 |

## 网络剧原声带
| 曲序 | 曲目                       |        | 作曲   | 演唱   |
| ---- | -------------------------- | ------ | ------ | ------ |
| 1.   | 爱你直到宇宙终结（主题曲） | 冯曦妤 | 陈光荣 | 陈小春 |

## 與原著不同之處
由於網劇只沿用一部份原著角色的名字及故事大綱，大部份劇情均與原著故事有顯著差異。以下為網劇與原著差異較大之處：
- 原著中高彩虹是白素的表妹，而網劇中高彩虹變成衛斯理的表妹，原著中衛斯理的表妹為黃紅紅，而黃紅紅也沒有妹妹
- 原著中衛斯理家中的管家為老蔡，而網劇版本其管家變成服侍了衛家幾代人的機械管家阿七
- 原著中白老大為地下組織青幫的長老，在江湖上赫赫有名，武功高強，是一個行事瀟灑磊落的大人物；而網劇中的白老大被設定為國際刑警元老級領導及黑警
- 原著中白老大與其妻子是因二人同樣好勝及因一次誤會而反目後分開，而且其尚在人間；但網劇中根據白老大及鄧石提及多年前因白老大背叛及私吞黑幫的金錢而令其妻子遭黑幫殺死
- 原著中鄧石被認出身份的特徵為其手上戴有貓眼石指環；而網劇中特徵變成現時流行的紋身圖案。另外，鄧石由在原著當中的富二代變成了網劇內的黑市軍火商人和走私珠寶的黑幫
- 原著中衛斯理曾先後拜北派武術大宗師王天兵和南拳王揚州瘋丐金二為師學習武術，故一身武藝極為高強；而網劇中其武術師傅為朱小寶之亡父
- 原著當中藍血人只有一個，名叫方天，男性。但劇集把方天轉為女性並改名為方天涯。又加入洛卡，變成情侶故事。
- 藍血人原著的井上次雄，木村信和納爾遜等重要人物都不存在於劇集中。
- 雲萱和山齊士不存在於原著。

## 播出時間
無綫電視翡翠台於2018年4月29日開始播出第一輯足本版，第二輯剪輯成10集版播出，第三輯改由2018年7月30日起逢星期一至星期五21:30播出（剪輯成5集版），為繼1988年《大都會》、1991年《與郎共舞》及2010年《情人眼裏高一D》後於平日黃金時段播出最少集數的劇集，亦是第二套被改時段的劇集。
| 頻道   | 所在地   | 播映日期      | 播出時間                                    | 備注                  |
| ------ | -------- | ------------- | ------------------------------------------- | --------------------- |
| 翡翠台 | 香港     | 2018年4月29日 | 每周日20:30播放2集（第一輯及第二輯）        | 第一輯12集 第二輯10集 |
| 翡翠台 | 香港     | 2018年7月30日 | 星期一至星期五21:30（第三輯）               | 第三輯5集             |
| 愛奇藝 | 中国大陆 | 2018年4月9日  | 每周一、二20:00各更新2集，VIP會員搶先看全季 |                       |
| dimsum | 马来西亚 | 2018年4月11日 | 每周一、周二 20:00 各更新2集                |                       |

## 收視
本劇於香港無綫電視翡翠台、myTV SUPER7日跨平台及家外平台（只限《無名髮》）總收視之紀錄：

### 支離人
| 週次 | 集數   | 日期          | 收視率 | 備註               |
| 1    | 1－2   | 2018年4月29日 | 19點   | 星期日總收視18.9點 |
| 2    | 3－4   | 2018年5月6日  | 18點   | 星期日總收視18.3點 |
| 3    | 5－6   | 2018年5月13日 | 17點   | 星期日總收視17.4點 |
| 4    | 7－8   | 2018年5月20日 | 17點   | 星期日總收視16.6點 |
| 5    | 9－10  | 2018年5月27日 | 16點   | 星期日總收視15.6點 |
| 6    | 11－12 | 2018年6月3日  | 18點   | 星期日總收視17.8點 |
| 全劇 | 全劇   | 全劇          | 17點   | 平均收視17.4點     |

### 藍血人
| 週次 | 集數  | 日期          | 收視率 | 備註               |
| 1    | 1－2  | 2018年6月10日 | 14點   | 星期日總收視14.3点 |
| 2    | 3－4  | 2018年6月17日 | 13點   | 星期日總收視13.1點 |
| 3    | 5－6  | 2018年6月24日 | 12點   | 星期日總收視12.0點 |
| 4    | 7－8  | 2018年7月1日  | 13點   | 星期日總收視12.5點 |
| 5    | 9－10 | 2018年7月8日  | 13點   | 星期日總收視13.3點 |
| 全劇 | 全劇  | 全劇          | 13點   |                    |

### 無名髮
| 週次 | 集數 | 日期                  | 收視率 | 備註                       |
| 1    | 1－5 | 2018年7月30日－8月3日 | 18點   | 星期一至星期五總收視17.6點 |
| 全劇 | 全劇 | 全劇                  | 18點   |                            |

## 電視節目的變遷
| 香港 無綫電視翡翠台 星期日 20:30-22:30 · 7月8日 21:30-23:30                                          | 香港 無綫電視翡翠台 星期日 20:30-22:30 · 7月8日 21:30-23:30                                                                                      | 香港 無綫電視翡翠台 星期日 20:30-22:30 · 7月8日 21:30-23:30 |
| --- | --- | ----------------------------------------------------------- |
| | 冒險王衛斯理之支離人 （2018.04.29 - 2018.06.03）冒險王衛斯理之藍血人 （2018.06.10 - 2018.07.08）                                                 |                                                             |
| 降魔的番外篇 - 首部曲 （2018.04.22）                                                                 | 爸爸的告白 （2018.07.15）（20:30-21:00）使徒行者 （2018.07.15）（21:00-23:30）                                                                   |                                                             |
| 星期一至五 21:30-22:30                                                                               | |                                                             |
| 天命 （2018.06.25 - 2018.07.29）                                                                     | 冒險王衛斯理之無名髮 （2018.07.30 - 2018.08.03）                                                                                                 | 特技人 （2018.08.06 - 2018.09.07）                          |
| 星期日（星期六深夜）01:40-03:20（每次播映兩集） 1月26日暫停播映 3月22日 01:40-02:35（只播映一集）    | |                                                             |
| 善心滿東華2019 （2019.12.08）（20:00-02:30）美女廚房 (Sr.2) （第25集） （2019.12.08）（02:30-03:30） | 冒險王衛斯理之支離人 （2019.12.15 - 2020.01.19）冒險王衛斯理之藍血人 （2020.02.02 - 2020.03.01）冒險王衛斯理之無名髮 （2020.03.08 - 2020.03.22） | 河神 （2019.03.28 - 2020.06.13）                            |

| 香港 無綫電視myTV SUPER華語劇台 星期日 06:00-07:40（每次播映兩集） · 5月12日 06:00-07:35 · 8月4日 06:00-06:45（只播映一集） | 香港 無綫電視myTV SUPER華語劇台 星期日 06:00-07:40（每次播映兩集） · 5月12日 06:00-07:35 · 8月4日 06:00-06:45（只播映一集） | 香港 無綫電視myTV SUPER華語劇台 星期日 06:00-07:40（每次播映兩集） · 5月12日 06:00-07:35 · 8月4日 06:00-06:45（只播映一集） |
| --- | --- | --- |
| | 冒險王衛斯理 （2019.03.31 - 2019.08.04）                                                                                    | |
| 談判官 （2019.01.06 - 2019.03.31）                                                                                          | 飛虎之潛行極戰 （2019.08.04 - 2019.11.17）                                                                                  | |
| 星期一至五 06:55-07:45 12月7日、1月7日、1月8日 06:55-07:40 1月22日至25日 06:50-07:40                                        | | |
| 飛虎之潛行極戰 （2020.10.26 - 2020.12.04）                                                                                  | 冒險王衛斯理 （2020.12.07 - 2021.01.25）                                                                                    | 鬼吹燈之精絕古城 （2021.01.26 - 2021.02.16）                                                                                |
| 星期一至日 06:55-07:45 | | |
| 結愛·千歲大人的初戀 （2022.06.18 - 2022.07.12）                                                                             | 冒險王衛斯理 （2022.07.13 - 2022.08.17）                                                                                    | 無心法師II （2022.08.18 - 2022.09.08）                                                                                      |

| 马来西亚 八度空间 星期一至五 19:00-19:55 | 马来西亚 八度空间 星期一至五 19:00-19:55 | 马来西亚 八度空间 星期一至五 19:00-19:55 |
| ---------------------------------------- | --- | ---------------------------------------- |
|                                          | 冒險王衛斯理之支離人 （2018.09.05 - 2018.09.20）冒險王衛斯理之藍血人 （2018.09.21 - 2018.10.08）冒險王衛斯理之無名髮 （2018.10.09 - 2018.10.24） |                                          |
| 一屋老友記 （2018.07.24 - 2018.09.04）   | 巨輪II （2018.10.25 - 2018.12.18） |                                          |

| 马来西亚 ntv7 星期六至日 22:30-23:30 | 马来西亚 ntv7 星期六至日 22:30-23:30 | 马来西亚 ntv7 星期六至日 22:30-23:30 |
| ------------------------------------ | --- | ------------------------------------ |
|                                      | 冒險王衛斯理之支離人 （2020.06.27 - 2020.08.02）冒險王衛斯理之藍血人 （2020.08.08 - 2020.09.13）冒險王衛斯理之無名髮 （2020.09.19 - 2020.10.25） |                                      |
| 心。情 （2020.04.18 - 2020.06.21）   | — |                                      |